# MGM-1 Matador
Die MGM-1 Matador war der erste US-amerikanische militärische Marschflugkörper. Sie wurde ab 1949 entwickelt und konnte einen nuklearen Sprengkopf tragen. Die Waffe war während des Kalten Krieges auch in der Bundesrepublik Deutschland stationiert. Vorläufer der Matador als selbständig fliegender Marschflugkörper war die deutsche Konstruktion Fieseler Fi 103 (V1) aus dem Jahr 1943.

## Entwicklung und Technik
Der erste Start einer Matador mit der Typenbezeichnung XSSM-A-1 fand im Januar 1947 auf der White Sands Missile Range statt, ab 1951 wurden die Tests auf der Patrick Air Force Base in Florida weitergeführt. Ende 1953 war die erste Matador-Batterie des US-Militärs einsatzbereit. Sie konnte mit W5-Nuklearsprengköpfen bestückt werden, die eine vergleichsweise geringe Sprengkraft von 40 kT TNT besaßen.
Im Jahre 1951 führte die US Air Force auch für gelenkte Raketen die für Flugzeuge geltenden Musterbezeichnungen ein, da Raketen als unbemannte Flugzeuge angesehen wurden. So wurden die XSSM-A-1 und YSSM-A-1 in XB-61 und YB-61 umbenannt. Die Serienausführung B-61A waren etwas größer als die XB/YB-61 und hatten eine konstruktiv veränderte Zelle. So wurde jetzt, abweichend von der vorherigen Mitteldecker- nun eine Hochdeckerauslegung gewählt. Im Jahr 1955 änderte die Air Force ihre Meinung bezüglich der Einordnung als Flugzeug, und die B-61 erhielt die neue Bezeichnung TM-61A als taktische Rakete.
Der Flugkörper wurde via Funkfernsteuerung gelenkt und mit einem Netzwerk von Radarstationen am Boden verfolgt. Die Funkverbindung setzte eine direkte Luftlinie voraus, daher war die Reichweite auf 400 km begrenzt. Sie war zudem durch mögliche gegnerische Störmaßnahmen gefährdet.
1954 begann daher die Air Force mit der Entwicklung der YTM-61C-Version, die das Shanicle-Steuersystem (Short Range Navigation Vehicle) verwendete. Es bestand aus einer Reihe bodengestützter Mikrowellen-(Radar-)Sender, die ein Funknetz zur Darstellung von Entfernung und Azimuth generierten, auf dessen Basis die Matador navigierte. Damit konnte die nutzbare Reichweite auf maximal 1.000 km ausgedehnt werden.
Die letzten Matador wurden 1962 außer Dienst gestellt, nachdem 1.200 Stück hergestellt worden waren.
Neben Japan und Südkorea wurden die Marschflugkörper auch in der Bundesrepublik Deutschland  stationiert: In Rheinland-Pfalz wurden verbunkerte Silos bei Idenheim und Rittersdorf gebaut, aus denen die Flugkörper unter Führung des Geschwaders 701st (ab 1958 der 38th) Tactical Missile Wing hätten gestartet werden können. Identische Anlagen gab es auf der japanischen Inselgruppe Okinawa.